# Фізик

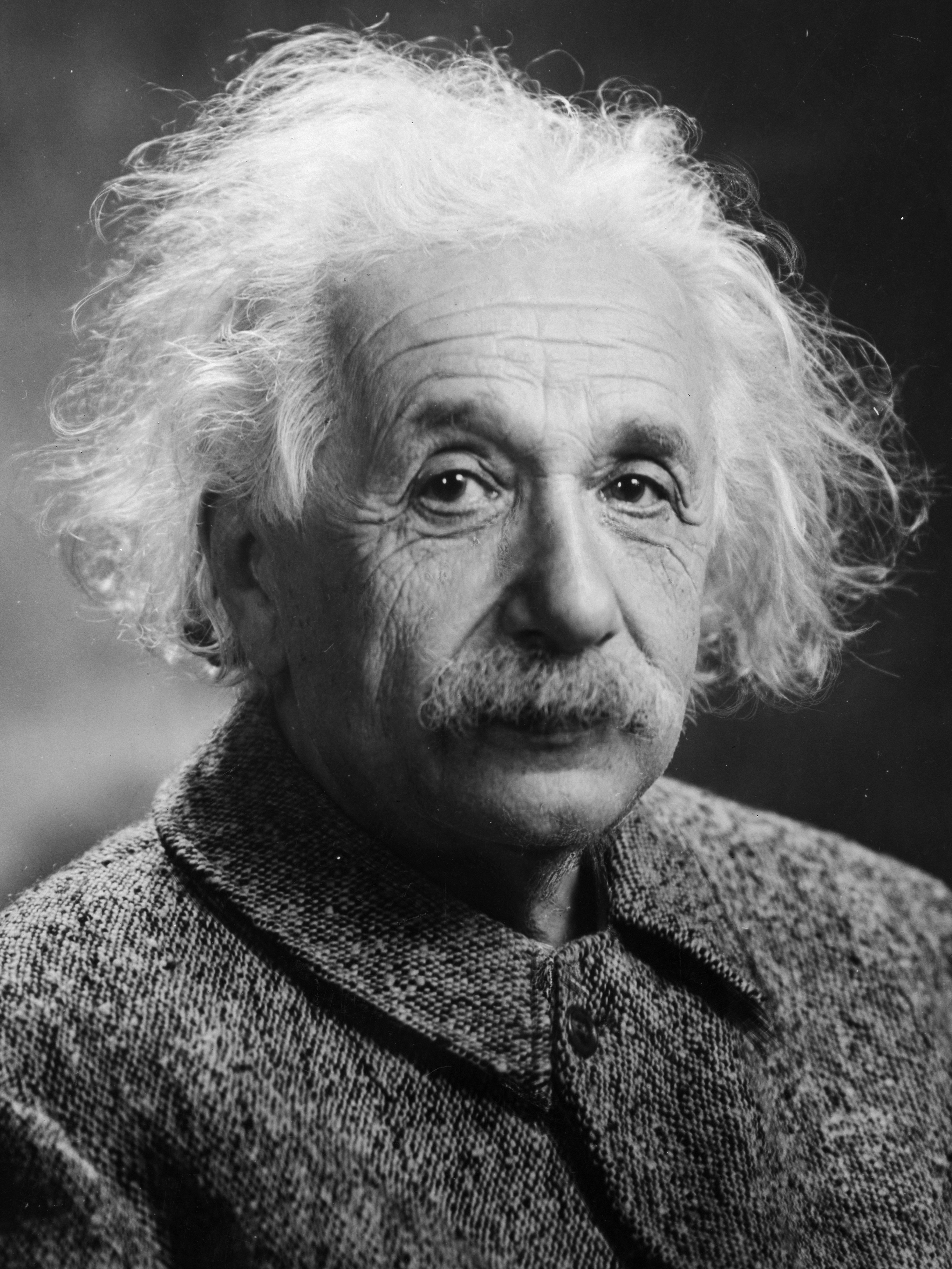
Альберт Ейнштейн, один з найвизначніших фізиків, який створив теорію відносності

Фі́зик — людина, котра досліджує фізику. Це слово можна вживати стосовно науковця або вчителя, студента тощо.
Науковців-фізиків поділяють на теоретиків та експериментаторів. Фізики-теоретики за способом мислення посідають проміжне місце між фізиками-експериментаторами та математиками. Іноді деякі теоретико-фізичні школи переплітаються з математичними, так що про їхніх представників стає важко сказати, хто вони — фізики чи математики.

## Нагороди й премії
Найвищою нагородою для фізика є Нобелівська премія, яку вручають починаючи з 1901 року. Першу Нобелівську премію з фізики отримав Вільгельм Конрад Рентген у 1901 році за відкриття ікс-проміння, яке було відкрито професором Іваном Пулюєм за 14 років до публікації В. К. Рентгена. Рентген, проводив свої досліди на лампі Х-променів, яку йому особисто подарував Іван Пулюй. 

## Фізики на банкнотах
На банкноті у 100 новозеландських доларів зображено Ернеста Резерфорда, лавреата Нобелівської премії з хімії за 1908 рік. На банкноті у 500 французьких франків 1998 року випуску було зображено подружжя французьких фізиків, нобелівських лавреатів П'єра і Марі Кюрі. Марі Кюрі була також присутня на банкноті у 20 000 злотих 1989 року випуску і 20 злотих 2011 року випуску. На звороті банкноти у 1 британський фунт стерлінгів 1984 року випуску було зображено Ісаака Ньютона, батька механіки й класичної фізики. Портрет творця теорії відносності, швейцарсько-американського фізика єврейського походження Альберта Ейнштейна було зображено на банкноті у 5 ізраїльських лір 1964 року випуску. На банкноті у 100 сербських динарів 2002 року випуску було зображено Ніколу Тесла, видатного американського фізика і винахідника сербського походження.

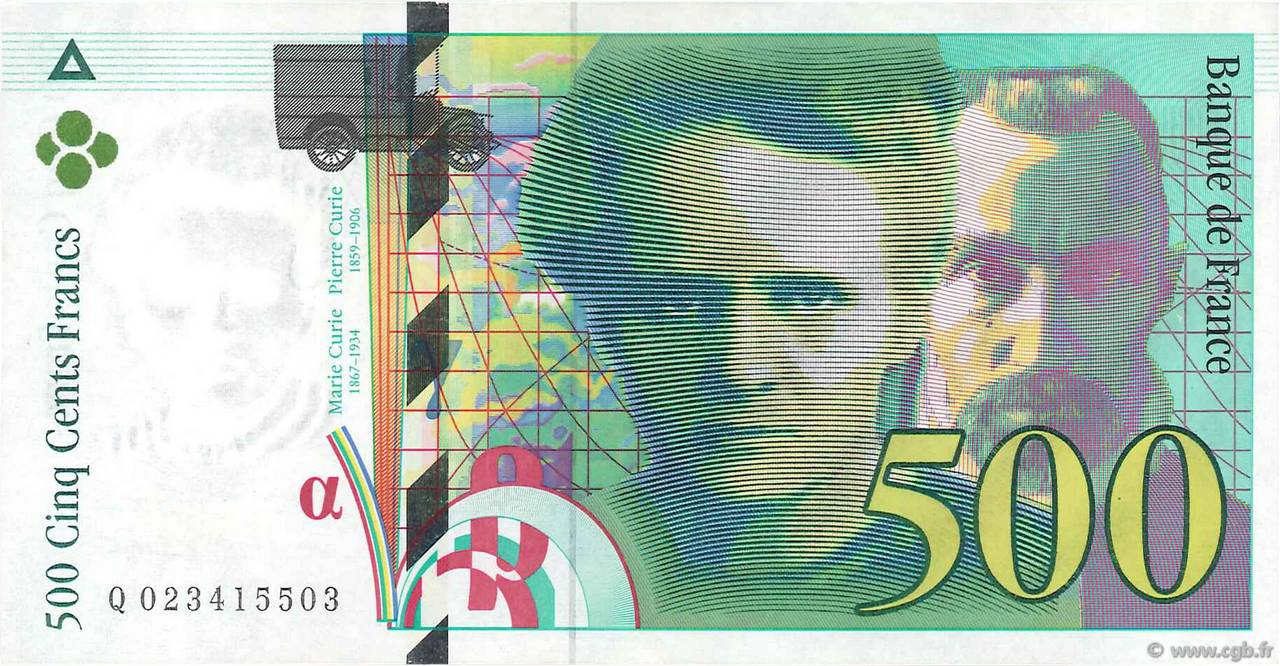
500 французьких франків
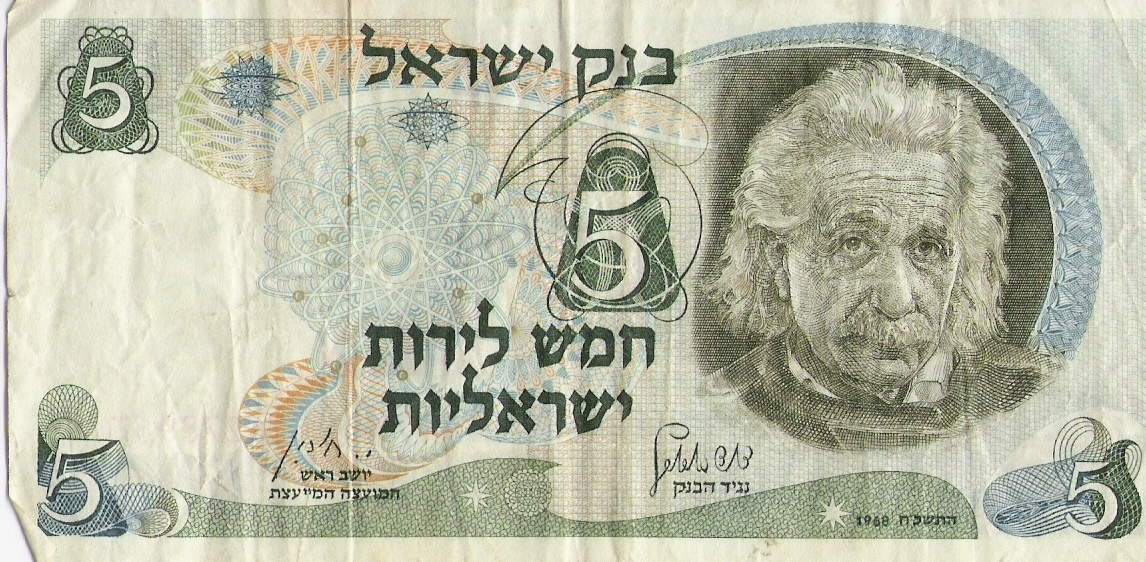
5 ізраїльських лір
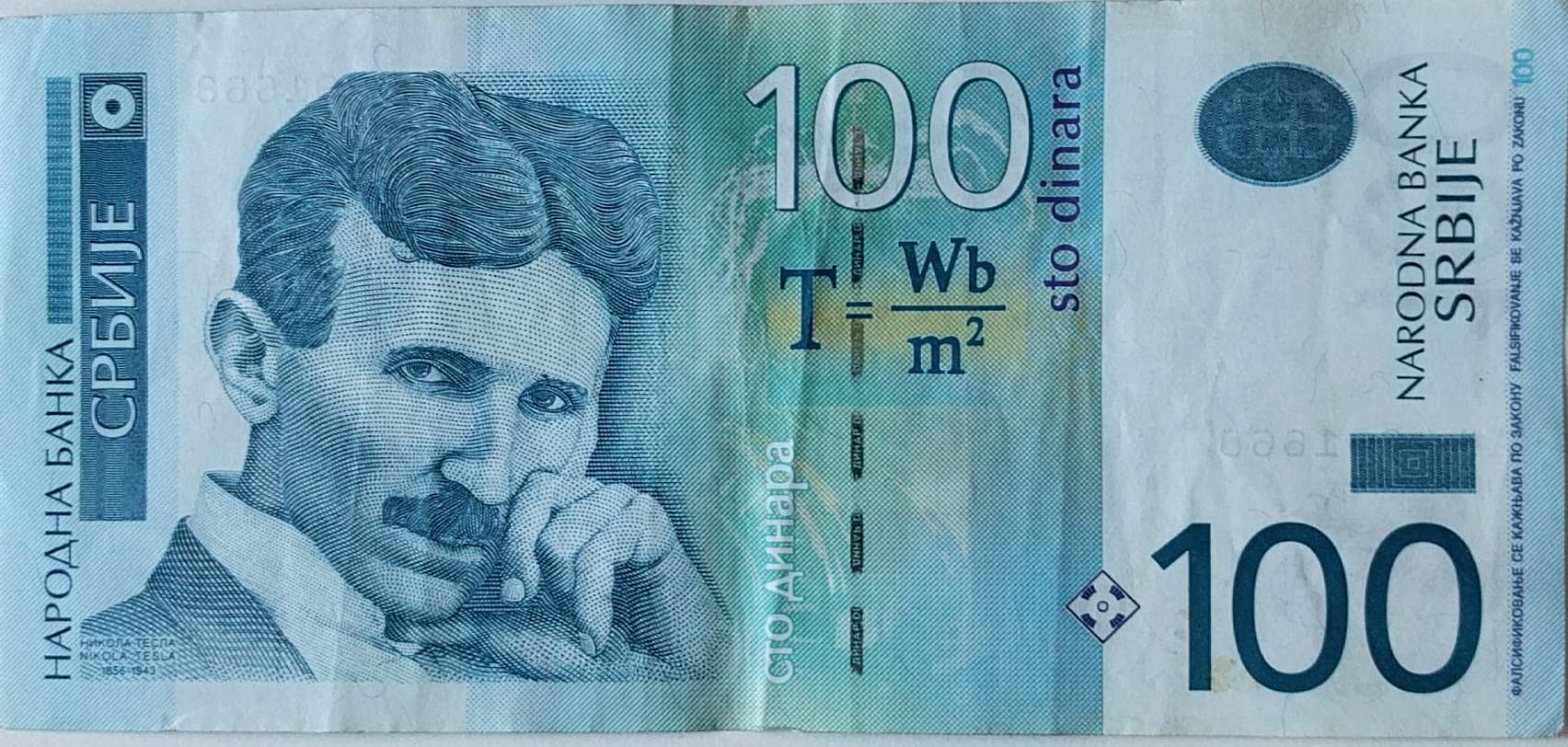
100 сербських динарів